# Жртвовање (филм из 1986)
Жртвовање (швед. Offret) је драмски филм из 1986. који је написао и режирао Андреј Тарковски. Ерландо Jозефсон игра главну улогу. Он тумачи средовечног интелектуалца који покушава да се погађа са Богом да заустави предстојећи нуклеарни холокауст. Жртвовање је био трећи филм Тарковског као совјетског мигранта, након Носталгије и документарца Voyage in Time. Жртвовање је последњи филм Тарковског, пошто је умро убрзо након завршетка филма. Као и Соларис 1972. године, филм је освојио Гран при на Филмском фестивалу у Кану.

## Заплет
Филм почиње на рођендан Александра (Ерланд Јозефсон), глумца који се одрекао сцене да би радио као новинар, критичар и предавач естетике. Живи у прелепој кући са супругом глумицом Аделаидом (Сузан Флитвуд), поћерком Мартом (Филипа Франзен) и малим сином Госеном како сви зову „Мали човек“, који је привремено нем због операције грла. Александар и Мали човек саде дрво поред мора, када му Александров пријатељ Ото, хонорарни поштар, уручује рођенданску честитку. Када Ото пита, Александар каже да његов однос са Богом „не постоји“. Након што Ото оде, Аделаида и Виктор, доктор медицине и блиски породични пријатељ који су обавили операцију над Малим човеком, долазе и нуде да одвезу Александра и Малог човека кући Викторовим колима, али Александар радије остаје и разговара са сином. У свом монологу најпре приповеда како су он и Аделаида случајно пронашли своју кућу близу мора и како су се заљубили у кућу и околину, а затим улази у горку тираду против стања савременог човека. Како је Тарковски написао, Александар је уморан од „притисака промена, неслоге у његовој породици и његовог инстинктивног осећаја претње коју представља немилосрдни марш технологије“; у ствари, он је „презрео да мрзи празнину људског говора”.
Породица, Виктор и Ото окупљају се у Александровој кући на прослави. Њихова собарица Марија одлази, док дојиља Јулија остаје да помаже око вечере. Људи коментаришу Маријино чудно понашање. Гости ћаскају унутар куће, где Ото открива да је студент паранормалних појава, сакупљач „необјашњивих, али истинитих инцидената“. Таман када је вечера скоро готова, тутњава млазних ловаца који лете у ниском лету прекида их, а убрзо затим, када Александар улази, информативни програм најављује почетак онога што се чини као свеопшти рат, а можда и нуклеарни холокауст. Његова жена има потпуни нервни слом. У очају, Александар се заклиње Богу да ће се одрећи свега што воли, чак и Малог човека, ако се то може поништити. Ото га саветује да побегне са Маријом, за коју му  каже да је вештица „у најбољем могућем смислу”. Александар узима пиштољ из Викторове медицинске торбе, оставља поруку у својој соби, бежи из куће и вози се Отовим бициклом до Маријине куће. Она је збуњена када он напредује, али када прислони пиштољ на слепоочницу („Не убиј нас, Марија“), у том тренутку се враћају ловци, она га умирује и они воде љубав док лебде изнад њеног кревета, иако је Александрова реакција двосмислена.
Када се следећег јутра пробуди, у свом кревету, све изгледа нормално. Ипак, Александар покушава да се одрекне свега што воли и поседује. Он превари чланове породице и пријатеље да оду у шетњу и запали им кућу док су одсутни. Док група јури назад, узнемирени пожаром, Александар признаје да га је он подметнуо и дивље трчи около. Појављује се Марија, која до тада тог јутра није виђена; Александар покушава да јој приђе, али га други обуздавају. Без објашњења се појављује возило хитне помоћи. Два болничара јуре Александра, који је изгледа изгубио контролу над собом, и одлазе с њим. Марија почиње да се удаљава бициклом, али стаје да би посматрала Човека како залива дрво које су он и Александар посадили дан раније. Док Марија одлази, „неми“ Мали Човек, који лежи у подножју дрвета, изговара своју једину филмску реплику, у којој цитира почетак Јеванђеља по Јовану: „У почетку беше Реч. Зашто је то тако, тата?"

## Глумачка подела
- Ерланд Јозефсон као Александар
- Сузан Флитвуд као Аделаида
- Ален Едвал као Ото
- Гуðрун Гисладотир као Марија
- Свен Волтер као Виктор
- Валери Мерес као Јулија
- Филипа Франзен као Марта
- Томи Кјелквист као Госен (Мали човек)
- Пер Каллман, Томи Нордахл као возачи хитне помоћи

## Производња

### Предпродукција
Жртвовање је настала као сценарио под називом Вештица, који је сачувао елемент средовечног главног јунака који проводи ноћ са познатом вештицом. Али у овој причи, његов рак је чудесно излечен, и он је побегао са женом. У марту 1982. Тарковски је написао у свом дневнику да сматра овај крај „слабим“, пошто је срећан крај био неоспоран.  Желео је да лични омиљени и чест сарадник Анатолиј Солоницин глуми у овој слици, као што је била и његова намера за Носталгију, али када је Солоњицин умро од рака 1982. године, редитељ је преправио сценарио у оно што је постало Жртвовање и такође је снимио Носталгију са Олег Јанковски као главни.
Тарковски је сматрао Жртвовање другачијим од својих ранијих филмова јер, иако су његови недавни филмови били „импресионистички по структури“, у овом случају он не само да је „стремио... да развије [сопствене] епизоде у светлу мог сопственог искуства и правила драмске структуре“, али и да „[угради] слику у песничку целину у којој су све епизоде биле хармонично повезане“, па је због тога „попримила форму поетске параболе“.
На Филмском фестивалу у Кану 1984. Тарковски је позван да снима у Шведској, јер је био дугогодишњи пријатељ Ане-Лене Вибом у Шведског филмског института. Одлучио је да сними Жртвовање са Ерландом Јозефсоном, који је био најпознатији по свом раду са Ингмаром Бергманом, и кога је Тарковски режирао у Носталгији. Сниматељ Свен Никвист, Јозефсонов пријатељ и чест сарадник са Бергманом је замољен да се придружи продукцији. Поред понуде за снимање филма Моја Африкa Сиднеја Полака, Никвист је касније рекао да то „није био тежак избор“, и као Јозефсон, постао је копродуцент након што је уложио свој хонорар у филм. Сценографкиња Ана Асп која је радила на Бергмановој Јесењој сонати и После пробе и која је освојила Оскара за Фани и Александар, такође се придружила пројекту, као и Данијел Бергман, један од Ингмарове деце, који је радио као асистент камере. Многи критичари су коментарисали Жртвовање у контексту Бергманових дела.

### Снимање
Иако се често погрешно тврдило да је снимљен на Фароу, Жртвовање је заправо снимана у Нарсхолмену на оближњем острву Готланд; шведска војска ускратила је Тарковском приступ Фороу.
Александрова кућа требала је да буде спаљена за сцену у којој је климакс филам, у којој Александар спаљује њу и своје имање. Ударац је био веома тежак за постизање, а први неуспели покушај био је, према Тарковском, једини проблем током гађања. Упркос Никвистовом протесту, коришћена је само једна камера, а приликом снимања запаљене куће, камера се заглавила и снимак је тиме уништен.
Сцена је морала бити поново снимљена, што је захтевало веома скупу реконструкцију куће за две недеље. Овога пута, две камере су постављене на шинама, које иду паралелно једна са другом. Снимак у коначној верзији филма је други снимак, који траје шест минута (и завршава се нагло јер је камера прошла кроз цео колут). Глумци и екипа су се расплакали након што је снимање завршено.

### Музика
Филм почиње и завршава се аријом „St Matthew Passion structure “ („Помилуј, Боже мој“) из Страдања по Матеју Јохана Себастијана Баха. Филмска музика такође садржи шакухачи снимке Ватазумија Досоа.

### Постпродукција
Тарковски и Никвист су извршили значајну редукцију боја на одабраним сценама. Према Никвисту, са њих је уклоњено скоро 60% боје.

## Пријем
Филм је Тарковском донео друиу Гран при, после Солариса, његову трећу награду ФИПРЕСЦИ на Филмском фестивалу у Кану 1986. и трећу номинацију за Златну палму. Жртвовање је такође освојила награду Екуменског жирија Канског фестивала..   одНа 22дели награде Златна бубарада, филм је освојио награде за најбољи филм и најбоље глмца ( рлнд Џо ). Године филм јевој 1988. осио је награду БАФТА за најбољи филмн транму . Филм је изабран као номн  фна најбољи филм на страном језику на 59. додели Оскра, али нпрошао у ужи круг номиноваи филвае .
Од објављивања, рецензенти су позитивно оценили филм; агрегатор рецензија Rotten Tomatoes дао је позививну оцену од 86%, на основу 42 рецензије са просечном оценом 7,58/10.
Ватикан је 1995. саставио листу од 45 „сјајних филмова“, подељених у категорије Религија, Вредности и Уметност, како би признао стогодишњицу филма. Жртвовања је уврштена у прву категорију, као и Андреј Рубљов Тарковског.
Критичари су коментарисали верске двосмислености Жртвовања. Денис Лим је написао да то „није баш једноставна алегорија хришћанског помирења и саможртвовања“. Католички филмски критичар Стивен Грејданус супротставља филмску „дијалектику хришћанских и паганских идеја“ са Андрејом Рубљовом, пишући да, док Рубљов „[одбацује] утицаје примамљиве паганске вештице као неспојиве са хришћанском љубављу“, Жртвовање представља оба сензибилитета у јукстапозицији.